# ロジェ・アナン
ロジェ・アナン（Roger Hanin、1925年10月20日 - 2015年2月11日）は、フランスの俳優。

## 出演作品
- 流血の絆
- 偉大なる家族
- 秘密諜報機関レッド・オーケストラ／ナチス・ヒトラーを追え!
- ラ・ルンバ
- 流血の絆/野望篇
- 復讐の荒野
- ビッグ・ガン
- 甘い告白
- 非情のスパイ指令・最高機密を死守せよ
- スーパータイガー／黄金作戦
- 諜報大戦略
- 虎は新鮮な肉を好む
- 艶ほくろ
- 全部が獣だ
- 悪銭
- 札束がすべて
- 女猫
- 宿命